# Крест «За выдающиеся заслуги» (США)
Крест «За выдающиеся заслуги» (англ. Distinguished Service Cross, аббревиатура: англ. DSC) — персональная военная награда Армии США, высшая награда Армии США, вторая награда по старшинству в общей системе старшинства военных наград США, эквивалентна Кресту Военно-воздушных сил и Военно-морскому кресту, которыми награждаются военнослужащие Военно-морских сил США, Корпуса морской пехоты и Береговой охраны США.
Основанием для награждения Крестом «За выдающиеся заслуги» служит проявленный особо выдающийся героизм, не могущий, однако, быть отмеченным Медалью Почёта.

## История награды

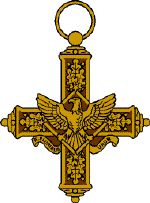
Первоначальный вариант Креста «За выдающиеся заслуги».

Во время Первой мировой войны генерал Джон Першинг, командующий экспедиционными силами во Франции, выступил с инициативой учреждения награды за мужество в бою, отличной по своему статуту от Медали Почёта и подобной наградам европейских государств. 28 декабря 1917 г военный министр направил президенту Вудро Вильсону письмо-запрос о создании новой награды, 12 января 1918 г. награда была учреждена приказом военного министерства, летом 1918 г. Крест «За выдающиеся заслуги» был окончательно формализован Актом Конгресса США 193-65 от 9 июля 1918 г.
Награда имела два варианта: автором первого варианта был Андре Смит (англ. Andre Smith). Затем было принято решение несколько изменить внешний вид награды, появился второй вариант награды, разработанный Эймаром Эмбри (англ. Aymar Embury II), этот вариант был принят в качестве окончательного и штамповался на Монетном дворе в Филадельфии с матрицы Джона Синнока (англ. John Sinnok). Поскольку требовалось как можно скорее начать награждение сражающихся в армии Першинга, был изготовлен ограниченный тираж Креста в дизайне А. Смита. Награды имели номера от 1 до 100, планировалось, что в дальнейшем они будут заменены медалями установленного образца, которые также были специально пронумерованы, с тем, чтобы награждённый получил медаль с тем же номером, что и заменяемая награда.
Предполагалось, что награждение Крестом «За выдающиеся заслуги» может быть произведено лишь за подвиги, совершенные после вступления Соединённых Штатов в Первую мировую войну, то есть начиная с 6 апреля 1917 г., но практически награды получали участники индейских войн и кампаний 1898—1917 гг. Эта категория награждённых получала Крест «За выдающиеся заслуги» взамен ранее полученного Сертификата заслуг или в порядке пересмотра награждения медалью «За выдающуюся службу» (англ. Distinguished Service Medal) в сторону более высокой награды. Первое награждение Крестом «За выдающиеся заслуги» состоялось 18 марта 1918 г., были награждены военнослужащие 1 пехотной дивизии: второй лейтенант 6-го полка полевой артиллерии Джон Ньюпорт Грин (англ. John Newport Greene), сержант 18-го пехотного полка Уильям М. Нортон (англ. William M. Norton) и рядовой того же полка Патрик Уолш (англ. Patrick Walsh).
|                                                                   | Армия США | Военно-воздушные силы | Военно-морские силы | Корпус морской пехоты | Иностранные граждане | Гражданские лица | ВСЕГО |
| ----------------------------------------------------------------- | --------- | --------------------- | ------------------- | --------------------- | -------------------- | ---------------- | ----- |
| Индейские войны                                                   | 7         |                       |                     |                       |                      |                  | 7     |
| Испано-американская война (1898)                                  | 30        |                       |                     |                       |                      |                  | 30    |
| Филиппино-американская война (1899—1913)                          | 68        |                       |                     |                       |                      |                  | 68    |
| Подавление Боксёрского восстания (Китай, 1898—1901)               | 6         |                       |                     |                       |                      |                  | 6     |
| Приграничная война (1910—1918)                                    | 5         |                       |                     |                       |                      |                  | 5     |
| Иные награждения до 6 сентября 1917 г.                            | 16        |                       |                     |                       |                      |                  | 16    |
| Первая мировая война (1917—1918)                                  | 5429      | 319                   | 43                  | 357                   | 154                  | 7                | 6309  |
| Интервенция в Россию (1918—1920)                                  | 52        |                       |                     |                       | 10                   |                  | 62    |
| Вторая мировая война (1941—1945)                                  | 3984      | 762                   | 21                  | 31                    | 258                  | 3                | 5059  |
| Корейская война (1950—1953)                                       | 732       | 36                    | 3                   | 27                    | 14                   |                  | 812   |
| Война во Вьетнаме (1965—1973)                                     | 1051      |                       |                     | 2                     | 4                    | 1                | 1058  |
| После 11 сентября 2001 г. (во время т. н. «войны против террора») | 14        |                       |                     |                       |                      |                  | 14    |
| ВСЕГО                                                             | 11395     | 1117                  | 67                  | 417                   | 440                  | 11               | 13446 |

1. 1 2 3  Указаны годы активного участия США в боевых действиях.
2. ↑  Награждения военнослужащих Авиационной секции Корпуса связи США[англ.]
3. ↑  Награждения военнослужащих Военно-воздушных сил Армии США
4. ↑  В 1947 г. Военно-воздушные силы были выделены из состава Армии США в самостоятельный вид Вооруженных сил — Военно-воздушные силы США. В 1960 г. была учреждена награда вида Вооруженных сил — Крест Военно-воздушных сил, эквивалентная Кресту «За выдающиеся заслуги». До учреждения этой награды ВВС, военные лётчики, хотя больше и не подчинённые Армии, награждались армейской наградой.

## Критерии награждения
Награждение Крестом «За выдающиеся заслуги» производится от имени Президента США. Решение о награждении утверждается в мирное время начальником штаба Армии США, во время войны — государственным секретарём Армии США.
Крестом «За выдающиеся заслуги» награждаются лица, проходящие службу в Армии США в любой должности, проявившие особо выдающийся героизм, не могущий, однако, быть отмеченным Медалью почёта.
Крестом Военно-воздушных сил награждаются лица, проявившие особо выдающийся героизм во время:
- участия в боевых действиях против военного противника США;
- участия в военных конфликтах с противостоящими иностранными вооруженными силами;
- участия в составе союзных вооружённых сил в вооружённом конфликте с противостоящими иностранными вооружёнными силами страны, с которой США не находятся в состоянии войны[5].

Героизм должен быть настолько выдающимся и быть настолько сопряжённым со значительным риском для жизни, чтобы безусловно выделять представляемого к награде из числа прочих.
Крестом «За выдающиеся заслуги» могут быть награждены военнослужащие — граждане США и иностранные военнослужащие. Действующие правила не предусматривают возможность награждения гражданских лиц. Крест «За выдающиеся заслуги» предназначен для награждения в первую очередь военнослужащих Армии США, однако военнослужащие других видов Вооружённых сил США, прикомандированные к подразделениям Армии также могут быть награждены.

## Описание награды

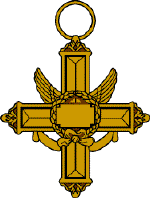
Реверс Креста «За выдающиеся заслуги».

Первоначальный вариант Креста «За выдающиеся заслуги» представляет собой бронзовый крест высотой 1 7/8 дюймов (48 мм) и шириной 1 5/8 дюймов (41 мм). На крест наложен ромб, пересечение диагоналей которого совпадает с центром креста, а углы расположены на лучах креста, у углов ромба расположены четыре пятиконечные звезды. Поверх ромба размещена фигура орла с распростёртыми крыльями, ниже орла расположена лента с широко распространённым в американской символике девизом лат. E PLURIBUS UNUM (ИЗ МНОГИХ — ЕДИНОЕ). Лучи креста богато декорированы дубовыми листьями.
Орёл изображает белоголового орлана и символизирует Соединённые Штаты Америки. Звёзды — элементы флага США, звёзд — несколько (четыре), что вместе с девизом «E pluribus unum» указывает на то, что разные американские штаты составляют единое государство, также девиз указывает на то, что многие люди составляют единую американскую нацию. Дубовые листья — символ силы и отваги.
Нынешняя награда представляет собой бронзовый крест высотой 2 дюйма (51 мм) и шириной 1 13/16 дюйма (46 мм). В отличие от первоначального варианта, декорирование дубовыми листьями отсутствует: крест плоский с рельефными накладками-призмами. Поверх креста размещён круглый лавровый венок, центр которого совпадает с центром креста. Поверх венка — орёл с распростёртыми крыльям, ниже орла — лента с надписью «ЗА МУЖЕСТВО» (англ. FOR VALOR). На реверсе награды — круглый венок с местом для гравирования имени награждаемого.
Крест прикрепляется к пятиугольной колодке, обтянутой лентой награды.
Ширина ленты награды — 1 3/8 дюйма (35 мм). На ленте награды пять полос, расположенных симметрично относительно центральной оси, слева направо: красная (англ. Old Glory Red) шириной 1/8 дюйма (3,2 мм), белая (англ. White) шириной 1/16 дюйма (1,6 мм), центральная голубая (англ. Imperial Blue) широкая (1 дюйм — 25,4 мм) полоса. Затем узкие полосы повторяются в обратном порядке белая (1/16 дюйма), красная (1/8 дюйма). Цвета ленты — это цвета американского флага, и символизируют чистоту (белый), жертвенность (красный) и высокие стремления (синий).

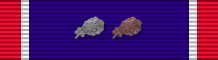
Планка Креста «За выдающиеся заслуги» с Дубовыми листьями, обозначающими семикратное награждение.

При повторных награждениях знак награды не вручается, повторные награждения Крестом «За выдающиеся заслуги» обозначаются дополнительным знаком — Дубовыми листьями (англ. Oak Leaf Cluster), бронзовыми или серебряными . Второе награждение обозначается одним бронзовым знаком, носимым на колодке медали или на планке награды, третье награждение — двумя бронзовыми знаками Дубовые листья (первое награждение обозначается самой медалью или планкой награды). Серебряные Дубовые листья обозначают пять награждений и вместе с медалью (планкой) указывают на шестикратное награждение.
Подробнее об обозначении повторных награждений Дубовыми листьями см: Дубовые листья: дополнительный знак награды

### Порядок ношения
Крест «За выдающиеся заслуги» является высшей наградой Армии США и второй наградой по старшинству в общей системе старшинства военных наград США.
Военнослужащими Армии США Крест «За выдающиеся заслуги», как и прочие медали, носится на левой стороне груди, при наличии нескольких наград крайним справа, в верхнем ряду (старшая награда, Медаль Почёта, при наличии, носится на шейной ленте). Планка с лентой награды военнослужащими Армии США носится на левой стороне груди после планки Медали Почёта. Эквивалентные награды (медали или планки) других видов Вооружённых сил (Военно-морской крест и Крест Военно-воздушных сил, при их наличии) носятся в Армии после Креста «За выдающиеся заслуги».
Военнослужащие иных видов Вооруженных сил носят Крест «За выдающиеся заслуги» после эквивалентных наград вида Вооружённых сил, к которому относится военнослужащий (см. табл. 2).
|                            | Порядок старшинства в видах Вооружённых сил США    |                                                    |                                                    |                                                    |                                                                      |
| Армия                      | Военно-воздушные силы                              | Военно-морские силы                                | Корпус морской пехоты                              | Береговая охрана                                   |                                                                      |
| Старшая награда            | Медаль Почёта                                      | Медаль Почёта                                      | Медаль Почёта                                      | Медаль Почёта                                      | Медаль Почёта                                                        |
|                            | Крест «За выдающиеся заслуги»                      | Крест Военно-воздушных сил                         | Военно-морской крест                               | Военно-морской крест                               | Военно-морской крест                                                 |
| Военно-морской крест       | Крест «За выдающиеся заслуги»                      | Крест «За выдающиеся заслуги»                      | Крест «За выдающиеся заслуги»                      | Крест «За выдающиеся заслуги»                      |                                                                      |
| Крест Военно-воздушных сил | Военно-морской крест                               | Крест Военно-воздушных сил                         | Крест Военно-воздушных сил                         | Крест Военно-воздушных сил                         |                                                                      |
| Младшая награда            | Медаль Министерства обороны «За выдающуюся службу» | Медаль Министерства обороны «За выдающуюся службу» | Медаль Министерства обороны «За выдающуюся службу» | Медаль Министерства обороны «За выдающуюся службу» | Медаль Министерства национальной безопасности «За выдающуюся службу» |

Подробнее о порядке ношения военных наград США см.: Военные награды США. Подробнее о системе старшинства американских военных наград см.: Порядок старшинства военных наград США

## Награжденные граждане СССР

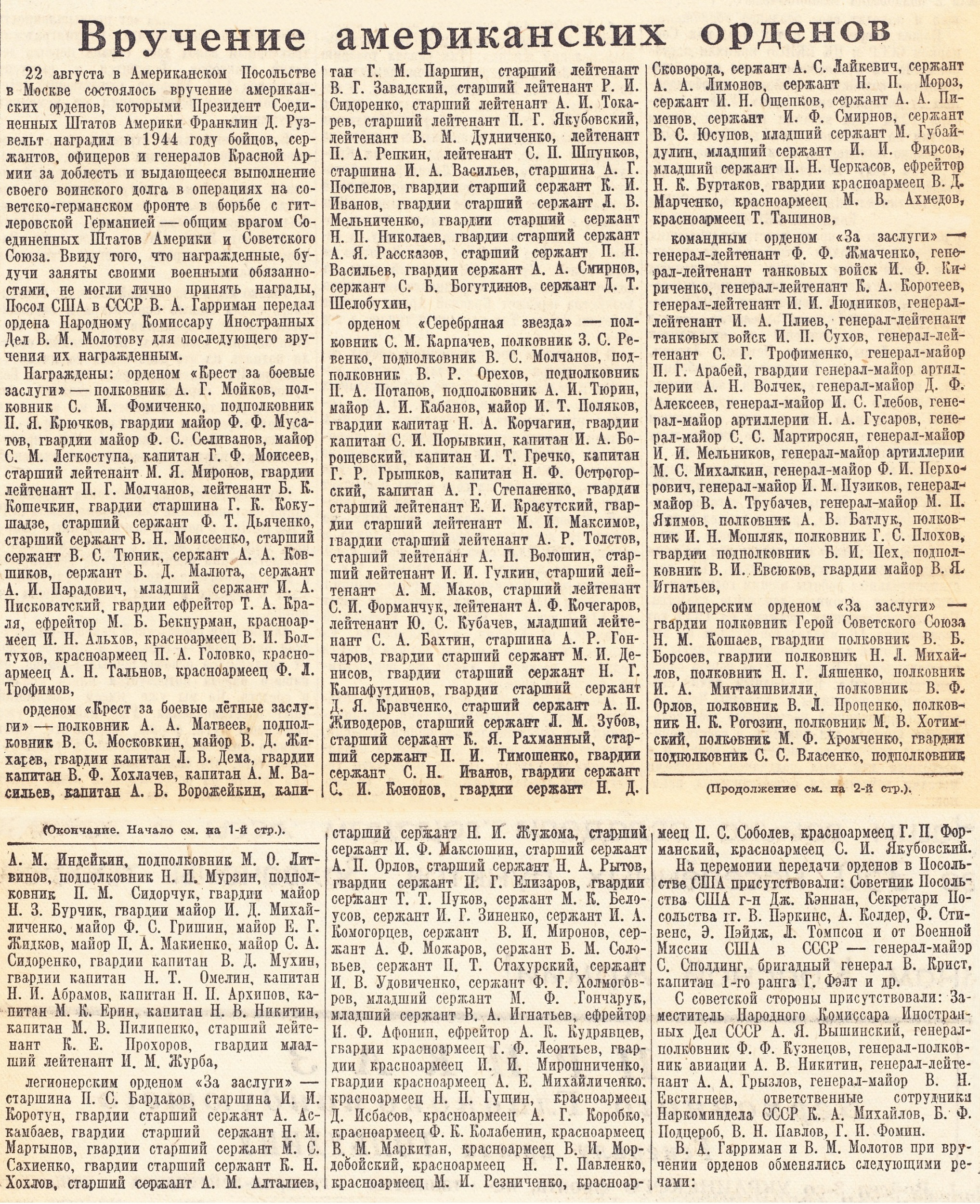
Газета «Правда» от 23 августа 1944 года, № 202 (9659). Статья «Вручение американских орденов».

Неполный список военнослужащих РККА, награждённых крестом «За выдающиеся заслуги»:
1. Головко Павел Андреевич (автоматчик 529-го стрелкового полка 163-й стрелковой дивизии 40-й армии 2-го Украинского фронта, старшина)[12][13]
2. Дьяченко Фёдор Трофимович[14] — майор.
3. Кошечкин Борис Кузьмич (командир танковой роты 13-й гвардейской танковой бригады 4-го гвардейского танкового корпуса 60-й армии 1-го Украинского фронта, полковник).
4. Краля Тихон Архипович (сержант, сапер, место службы 6 гв. сд 27 ск).
5. Ласкин Иван Андреевич (генерал-майор).[15][16].
6. Малюта Борис Дмитриевич (старшина, радиотелеграфист, место службы — 130 опс.)
7. Миронов Михаил Яковлевич — старший лейтенант.
8. Моисеенко Василий Никитович (ст.сержант, командир взвода, разведчик, место службы 1089 сп, 322 сд).
9. Мусатов Федор Фролович (командир 168-го гвардейского авиационного полка 5-й воздушной армии[17], гвардии майор)[13]
10. Парадович Алексей Иосифович (помощник командира взвода 41-й отдельной гвардейской разведывательной роты 39-й гвардейской стрелковой дивизии (8-я гвардейская армия, 1-й Белорусский фронт), гвардии старший сержант).
11. Трофимов Фёдор Леонтьевич (разведчик 681-го стрелкового полка, старший сержант)
12. Тюник Василий Степанович (ст. сержант, наводчик зенитного орудия, место службы 217 азенап 60 А 1)